# Serramala
La Serramala és una serra situada al municipi de Cassà de la Selva a la comarca del Gironès, amb una elevació màxima de 265 metres.